# Grace Bedell
Grace Greenwood Bedell Billings (Westfield, 4 november 1848 - Delphos, 2 november 1936) was een Amerikaanse vrouw die bekend werd door een brief die ze op elfjarige leeftijd schreef aan Abraham Lincoln, de toenmalige president van de Verenigde Staten. In haar brief adviseerde zij Lincoln om een baard te laten groeien, een advies dat hij opvolgde. Later ontmoette Lincoln Bedell op doorreis naar Washington en bedankte hij haar in een toespraak.

## Briefwisseling met Lincoln
Grace Bedell groeide op in Westfield, een kleine stad in de staat New York. Haar vader was een republikein en toonde haar een portret van Abraham Lincoln, die op dat moment verkiesbaar was als de nieuwe President van de Verenigde Staten. De elfjarige Bedell was getroffen door Lincolns melancholieke ogen, zijn hoekige kaaklijn en de diepe lijnen rond zijn mond. Ze zei tegen haar moeder dat hij er beter uit zou zien als hij een baard droeg en dat ze hem dat zou vertellen ook.
Op 15 oktober 1860 zond Bedell haar brief, een paar weken voor Lincoln zijn verkiezing had behaald. In de brief adviseerde zij Lincoln om zijn baard te laten groeien, want "your face is so thin." Volgens Bedell zou Lincoln met baard meer in de smaak vallen bij de vrouwen, die hun mannen dan zouden overhalen om op hem te stemmen:

Hon A B  [sic] Lincoln...
Dear Sir

My father has just home from the fair and brought home your picture and Mr. Hamlin's. I am a little girl only 11 years old, but want you should be President of the United States very much so I hope you wont think me very bold to write to such a great man as you are. Have you any little girls about as large as I am if so give them my love and tell her to write to me if you cannot answer this letter. I have yet got four brothers and part of them will vote for you any way and if you let your whiskers grow I will try and get the rest of them to vote for you you would look a great deal better for your face is so thin. All the ladies like whiskers and they would tease their husbands to vote for you and then you would be President. My father is going to vote for you and if I was a man I would vote for you to  [sic] but I will try to get every one to vote for you that I can I think that rail fence around your picture makes it look very pretty I have got a little baby sister she is nine weeks old and is just as cunning as can be. When you direct your letter direct to Grace Bedell Westfield Chautauqua County New York.
I must not write any more answer this letter right off Good bye

Grace Bedell

Lincoln antwoordde Bedell een paar dagen later. Hij uitte zijn twijfels, aangezien mensen het misschien aanstellerig zouden vinden:

Springfield, Ill  Oct 19, 1860
Miss Grace Bedell
My dear little Miss

Your very agreeable letter of the 15th is received. I regret the necessity of saying I have no daughters. I have three sons – one seventeen, one nine, and one seven, years of age. They, with their mother, constitute my whole family. As to the whiskers, having never worn any, do you not think people would call it a silly affectation if I were to begin it now?

Your very sincere well wisher

A. Lincoln

## Lincoln in Westfield
Kort na de briefwisseling liet Lincoln zijn baard staan. Hij werd verkozen als president en toen hij naar Washington reisde voor zijn inauguratie had hij een volle kabouterbaard. Hij reisde per trein vanuit Illinois en stopte onder andere in Westfield. Duizenden inwoners hadden zich verzameld om de nieuwe president te zien. In zijn toespraak vertelde Lincoln over Bedells brief en verklaarde dat hij deels op haar suggestie zijn baard had laten groeien. Hij vroeg of zij aanwezig was en verzocht haar naar voren te komen. Lincoln ging naast haar op de rand van het perron zitten en zei tegen haar "Gracie, look at my whiskers. I have been growing them for you." Daarop kuste hij haar een aantal keer op de wang.

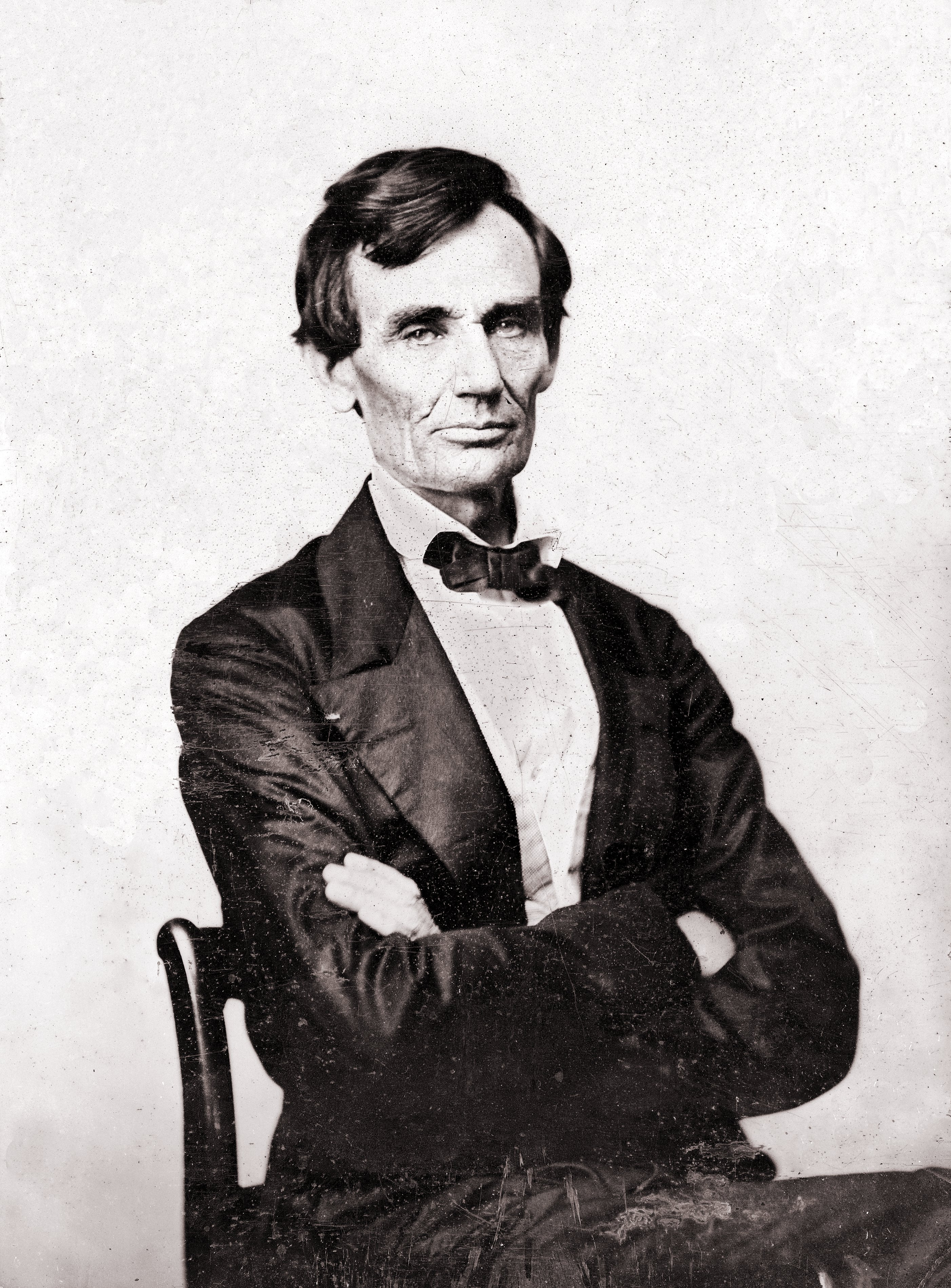
13 augustus 1860 de laatste foto van Lincoln zonder baard
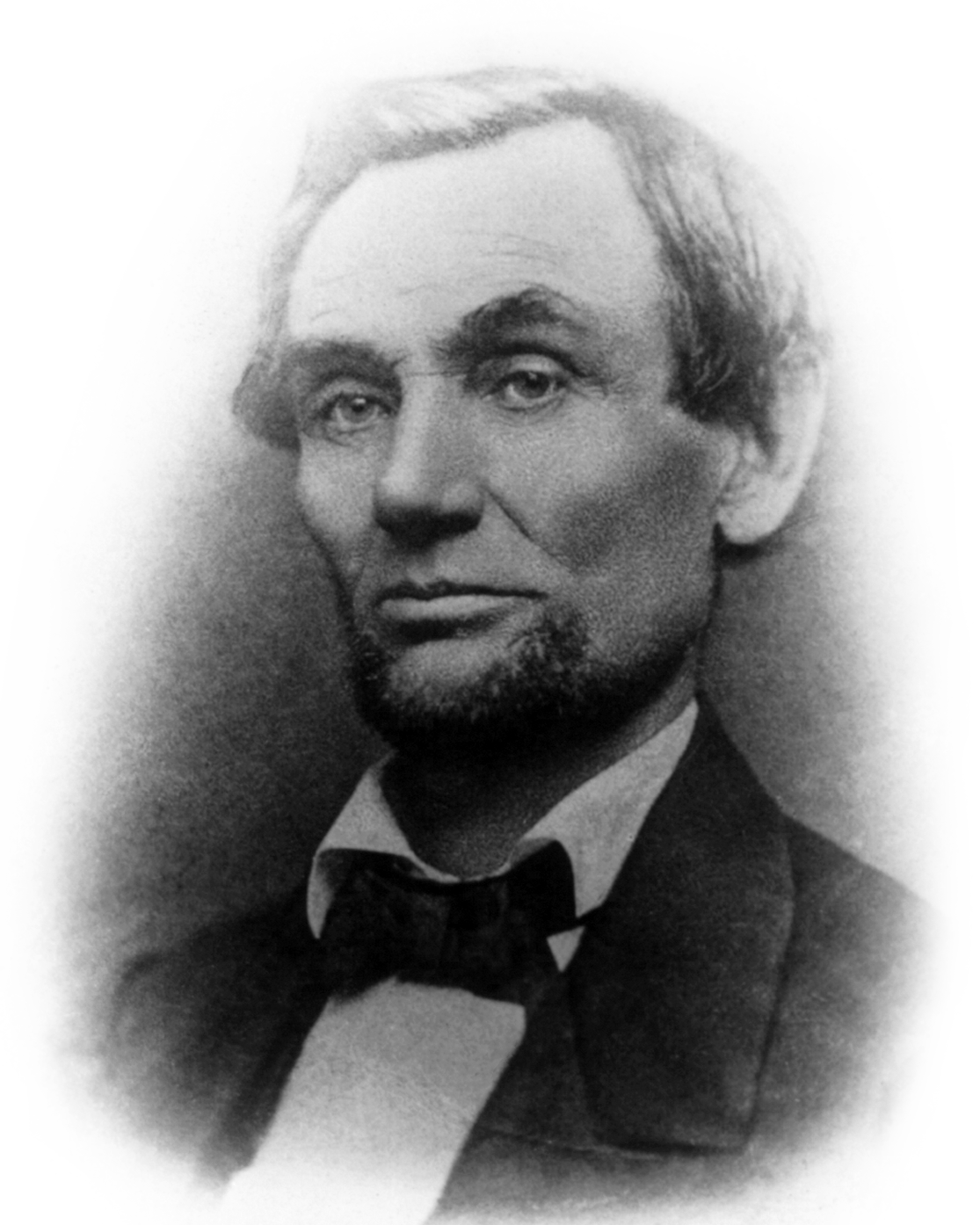
25 november 1860 een maand na Bedells brief
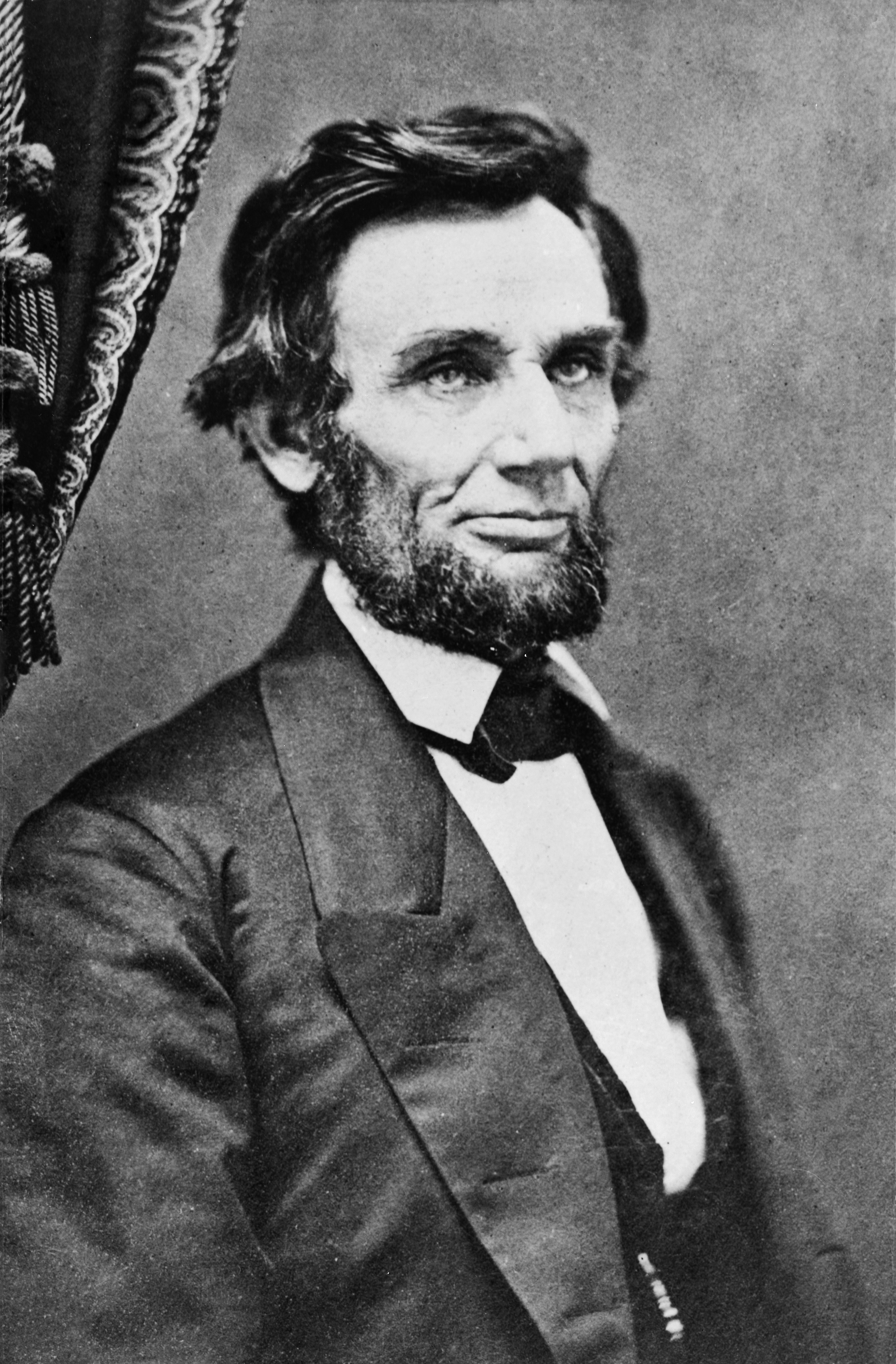
9 februari 1861 tien dagen voor Lincolns bezoek aan Westfield

## Na de ontmoeting
In 1864 schreef Bedell een tweede brief naar Lincoln, waarin ze hem vroeg om te helpen bij het zoeken naar werk. Deze brief werd pas in 2007 ontdekt. Later trouwde Bedell met een veteraan van de Union army en verhuisde naar Delphos in Kansas. Op 2 november 1936 stierf zij, twee dagen voor haar 88ste verjaardag.

## Nagedachtenis

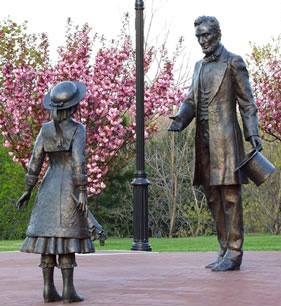
Standbeeld van Lincoln en Bedell in Westfield, New York

Na Lincolns dood op 15 april 1865 werd de briefwisseling en ontmoeting van Bedell en Lincoln een populaire anekdote. In Westfield werd een standbeeld van de ontmoeting opgericht, op de kruising van de U.S. Route 20 en de New York State Route 394.
Ter gelegenheid van de 150ste verjaardag van de gebeurtenissen rond de briefwisseling werd in 2010 een korte film uitgebracht, Grace Bedell geheten. Lana Esslinger speelde de rol van Grace Bedell en Robert Broski die van Abraham Lincoln.